# Nesorestias filicicola
Nesorestias filicicola är en insektsart som beskrevs av George Willis Kirkaldy 1908. Nesorestias filicicola ingår i släktet Nesorestias och familjen sporrstritar. Inga underarter finns listade i Catalogue of Life.